# Žirovski Vrh Svetega Antona
Žirovski Vrh Svetega Antona – wieś w Słowenii, w gminie Gorenja vas-Poljane. W 2018 roku liczyła 54 mieszkańców.